# Диктатор (Древний Рим)
Дикта́тор в Древнем Риме — чрезвычайно уполномоченное должностное лицо (магистрат) в период Республики (V — 2-я половина I вв. до н. э.), назначавшееся консулами по решению сената максимум на 6 месяцев при крайней опасности (внутренних неурядицах, военной опасности и т. д.), когда признавалось необходимым передать власть в руки одного лица.

## История
Процедура назначения диктатора заключалась в следующем: сенат выносил так называемое чрезвычайное постановление, выражавшееся в формуле: «Пусть консулы примут меры, чтобы государство не претерпело ущерба». После этого консулы называли имя диктатора и тотчас распускали своих ликторов, которые все переходили к диктатору (диктатору полагалось 24 ликтора, тогда как консулам — по 12); таким образом они оказывались перед диктатором рядовыми гражданами, и он имел над ними право жизни и смерти, как и над всеми гражданами, кроме народных трибунов. По назначении, диктатор выбирал себе помощника — начальника конницы (лат. magister equitum).
Диктатор обладал всей полнотой государственной власти. При назначении диктатора к его титулу всегда прибавлялась причина его избрания (например, диктатор, избиравшийся на случай военной опасности, — Dictator rei gerundae causa, т. e. диктатор для ведения войны). Диктатор не мог быть привлечён к ответственности после окончания срока своих полномочий, за любые совершённые им действия.
На приговор диктатора до IV века до н. э. нельзя было подать апелляцию народному собранию.
Обычно диктатору повиновались все должностные лица, включая консулов.
Первоначально на должность диктатора могли назначаться только патриции, но с 356 года до н. э. — также плебеи.
Иногда диктатор избирался для исполнения какого-нибудь одного поручения, например, «диктатор для забитий гвоздей» (религиозный ритуал во время праздника).
Из диктаторов раннереспубликанской эпохи наиболее знаменит Луций Квинкций Цинциннат, назначенный сенатом в 460 году до н.э. ввиду необходимости спасти консульскую армию, окруженную эквами. По преданию, посланные сената застали Цинцинната, пашущим поле за плугом. Тут же облачившись в тогу, Цинциннат явился в Рим, провел набор, разгромил эквов и немедленно после этого досрочно сложил с себя диктаторские полномочия, вернувшись к сельскому труду.

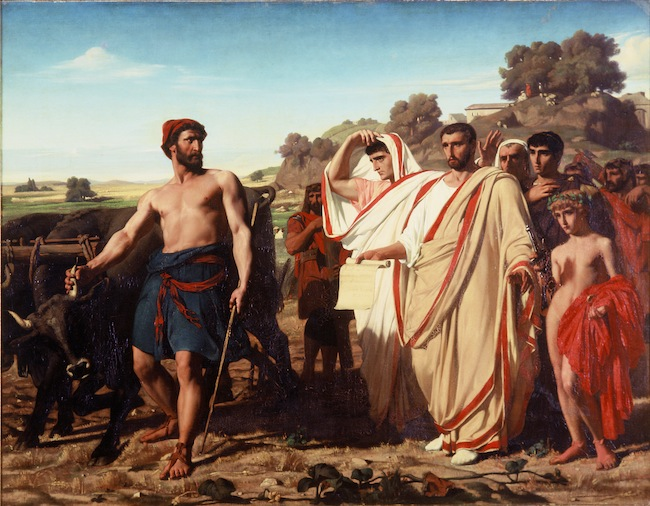
Художник Франсуа Леон Бенувиль. Цинцинната избирают диктатором.

В период гражданских войн, при Сулле и Цезаре, назначенных диктаторами без ограничения срока (лат. dictator perpetuus), должность диктатора приобрела монархический характер.
Последним и самым значительным диктатором в Риме стал Гай Юлий Цезарь, провозглашенный диктатором осенью 49 года до н.э. после военного захвата Италии. Наследники Цезаря установили фактически коллективную диктатуру в форме триумвирата (комиссии трех) «для устройства государственных дел», а с распадом триумвирата оставшийся победителем Октавиан Август конституционно оформил режим единовластия в виде «восстановления Республики», не прибегая формально к принятию чрезвычайных должностей.

## Полномочия диктаторов
В силу огромной власти диктатора, которую можно сравнить с властью монарха, срок его полномочий был ограничен шестью месяцами. В большинстве случаев диктатор слагал с себя полномочия сразу же после того, как исполнял задачу, для которой был назначен. Исключениями из этого правила были только Корнелий Сулла и Гай Юлий Цезарь.
С момента назначения диктатор становился главой исполнительной власти и верховным главнокомандующим армии римской республики. Остальные должностные лица — за исключением плебейских трибунов — автоматически становились его подчинёнными. Они продолжали исполнять свои обязанности в соответствующих органах власти, но были обязаны подчиняться приказам диктатора. Неисполнение этих приказов могло послужить причиной для отстранения магистрата.
Точное соотношение власти трибунов и диктаторов не было прояснено до конца. Трибуны были единственными магистратами, сохранявшими независимость от диктатора, но у историков нет оснований полагать, что они могли каким-либо образом контролировать его или накладывать вето на его решения. Возможно, что эта неясность появилась из-за того, что закон о диктаторах был издан раньше закона о трибунах и по этой причине не упоминал этих магистратов.
Власть диктатора превосходила власть консула; диктатор меньше зависел от сената, имел больше возможностей определять наказание без суда и обладал полным иммунитетом от судебных преследований за действия, совершённые в период исполнения полномочий. Главным фактором, дававшим диктатору большую власть в Риме, было то, что в отличие от двух консулов, он действовал в одиночку. Помимо этого, диктатору была дана власть издавать указы, имевшие силу законов, и изменять любой закон на его усмотрение. Эти указы и изменения законов действовали до истечения срока полномочий диктатора; после его отставки с правовой точки зрения все действия диктатора рассматривались как никогда не существовавшие. Хотя диктатор мог издавать новые законы без чьего-либо согласия, на практике диктаторы часто выносили их на голосование — примером тому могут быть проскрипции Суллы.
Диктатор также становился последней судебной инстанцией: приговор диктатора не мог быть обжалован или изменён кроме как по воле самого диктатора. В отличие от консулов, которые должны были работать вместе с сенатом, диктатор мог действовать без согласия сената (хотя диктаторы предпочитали действовать в унисон с сенатом).
В то же время, власть диктатора не была абсолютной. Диктатор не контролировал казну государства и мог расходовать средства только с согласия сената. Он также не мог покидать пределы Италии, так как в этом случае он мог стать опасным для республики (только Атилий Калатин стал исключением из этого правила). Кроме того, диктатор не мог передвигаться на коне внутри Рима, так как в этом случае сходство с царём было бы слишком велико.
Статус диктатора подчёркивался тем, что его сопровождали двадцать четыре ликтора (а не двенадцать, как консула). В отличие от ликторов других магистратов, ликторы диктатора несли топоры в фасциях даже в самом Риме, что подчёркивало его абсолютную власть над жизнями граждан. Как и другие высшие магистраты, диктатор имел право на курульный стул и тогу с пурпурной каймой (лат. Toga Praetexta).

## Причины назначения диктаторов (causa)
- rei gerundae causa — для ведения войны;
- clavi figendi causa — для забивания гвоздя в храме Юпитера;
- quaestionibus exercendis — для проведения судебных процессов;
- seditionis sedandae causa — для подавления мятежа;
- ludorum faciendorum causa — для проведения общественных и соревновательных игр;
- feriarum constituendarum causa — для организации праздников;
- comitiorum habendorum causa — для проведения комиций;
- legendo senatui — для пополнения сената;
- legibus faciendis et rei publicae constituendae causa — для проведения законов и для приведения республики в порядок.

## Многократные диктаторы и начальники конницы
| №     | Имя                              | Диктатор                | Начальник конницы | Д | НК | Всего |
| ----- | -------------------------------- | ----------------------- | ----------------- | - | -- | ----- |
| 1     | Луций Папирий Курсор             | 325, 324, 310, 309      | 340, 320, 320     | 4 | 3  | 7     |
| 2     | Гай Юлий Цезарь                  | 49, 48, 47, 46, 45, 44  |                   | 6 |    | 6     |
| 3     | Марк Фурий Камилл                | 396, 390, 389, 368, 367 |                   | 5 |    | 5     |
| 4     | Луций Корнелий Сулла             | 82, 81, 80, 79          |                   | 4 |    | 4     |
| 5     | Квинт Фабий Максим Руллиан       | 315, 313                | 324, 301          | 2 | 2  | 4     |
| 6     | Луций Валерий Флакк              |                         | 82, 81, 80, 79    |   | 4  | 4     |
| 7-9   | Мамерк Эмилий Мамерцин           | 437, 434, 426           |                   | 3 |    | 3     |
| 7-9   | Марк Валерий Корв                | 342, 302, 301           |                   | 3 |    | 3     |
| 7-9   | Тит Манлий Империоз Торкват      | 353, 349, 320           |                   | 3 |    | 3     |
| 10-11 | Марк Фослий Флакцинатор          |                         | 320, 314, 313     |   | 3  | 3     |
| 10-11 | Марк Эмилий Лепид                |                         | 46, 45, 44        |   | 3  | 3     |
| 12    | Луций Эмилий Мамерцин Привернат  | 335, 316                | 342               | 2 | 1  | 3     |
| 13-15 | Авл Корнелий Косс Арвина         | 322                     | 353, 349          | 1 | 2  | 3     |
| 13-15 | Гай Юний Бубульк Брут            | 302                     | 312, 309          | 1 | 2  | 3     |
| 13-15 | Тит Квинкций Цинциннат Капитолин | 380                     | 385, 367          | 1 | 2  | 3     |